# Jean Creton
Jean Creton (signalé entre 1386 et 1420) est un diplomate au service du roi de France Charles VI, également poète, auteur d'un récit, en vers avec une section en prose, intitulé Livre de la prinse et mort du roy Richart, composé pendant l'hiver 1401/02 à la demande du duc de Bourgogne Philippe le Hardi.

## Biographie
Il était « valet de chambre » du roi Charles VI. Il fut envoyé en Angleterre en avril 1399 pour accompagner le roi Richard II dans son expédition militaire en Irlande. Il était présent quand le roi apprit que son cousin Henri Bolingbroke avait débarqué en Angleterre (fin juin). Il accompagna le comte de Salisbury que Richard renvoya au Pays de Galles pour lever une armée contre Henri. L'opération échoua car une rumeur circulait déjà que le roi Richard était mort. Celui-ci se rendit compte que des partisans de son cousin cherchaient à le retenir en Irlande ; déguisé en prêtre, il débarqua lui-même au Pays de Galles le 24 juillet. Salisbury et Creton le rejoignirent au château de Conwy. À la suite d'une tromperie du comte de Northumberland, Richard quitta le château et fut capturé par les hommes de son cousin. Creton accompagna ensuite Henri et son prisonnier Richard jusqu'à Londres, où le souverain déchu fut livré aux Londoniens et conduit à Westminster (1er septembre). Creton affirme qu'ensuite il ne vit plus Richard ; craignant pour sa vie, il regagna la France dans les jours suivants. Il fit ensuite son compte-rendu des événements, à la demande du duc de Bourgogne, avec l'aide d'un clerc français qui avait débarqué en Angleterre avec Henri Bolingbroke et qui était resté à Londres plus longtemps. Il fut renvoyé en Écosse en 1402 pour vérifier si le roi Richard était encore en vie.

## LeLivre de la prinse et mort du roy Richart
Le texte est majoritairement en vers, avec au milieu une section en prose racontant l'épisode central de la capture de Richard et ensuite de son face-à-face avec son cousin. Cette partie en prose est immédiatement suivie d'une ballade en quatre stances qui accable Henri Bolingbroke (avec le refrain « Tu en perdras en la fin corps et âme ») et appelle à une intervention internationale pour venger le crime commis. La partie poétique qui suit correspond essentiellement au témoignage du clerc (la déposition de Richard par le Parlement, la proclamation et le couronnement d'Henri, les bruits sur la mort de Richard, les négociations pour la libération de l'ex-reine Isabelle et son retour en France en 1401), avec des répétitions d'éléments évoqués dans la section en prose.
Des sept manuscrits conservés (quatre à Paris, deux à Londres et un à Oxford), le plus ancien, exécuté peu après la rédaction du texte, est le manuscrit enluminé Harleianus 1319 (de la British Library), qui appartint d'abord à Jean de Montagu, lequel l'offrit au duc de Berry, oncle de Charles VI. Ce livre (280x105 mm, 80 feuillets) est illustré de seize miniatures en couleurs et or avec des bordures en feuilles de lierre (quinze pour les deux premières parties, le récit de Creton lui-même, et une seule, représentant le Parlement proclamant Bolingbroke roi, correspondant au récit du clerc). Ces illustrations, dues au Maître du Virgile, semblent avoir été réalisées sous la direction de Creton lui-même.
Dans le NAF 6223, le texte de La prinse et mort du roy Richart  est suivi d'une lettre adressée au roi (Épistre faite par ledit Creton), et de trois ballades du même auteur à sujet politique, appels à surmonter les dissensions de la noblesse pour combattre les Anglais.

## Éditions
- John Webb, « Translation of a French Metrical History of the Deposition of the King Richard the Second, Written by a Contemporary, and Comprising the Period from His Last Expedition into Ireland to His Death […] with a Copy of the Original », Archaeologia 20, 1824, p. 1-423.
- Giovanni Matteo Roccati (éd.), « Trois ballades politiques inédites de Jean Creton (XVe siècle) », in Enrica Galazzi et Giuseppe Bernardelli (dir.), Lingua, cultura e testo. Miscellanea di studi francesi in onore di Sergio Cigada, Milan, Vita e Pensiero, 2003, t. II, p. 1099-1110.